# Мицубиши Електрик
Корпорация „Мицубиши Електрик“ (на английски: Mitsubishi Electric Corporation; на японски: 三菱電機株式会社) е японска компания със седалище в Токио Билдинг, Токио, Япония. Част е от концерна Мицубиши Груп.
Създадена е на 15 януари 1921 година.

## Продукти
- Компанията произвежда така наречения Активен Електронен Радар за изтребителите Мицубиши Ф-2.
- Телевизори, включително гигантски екрани.
  - Видео-прожекционни системи.
  - Произвежда най-бързия асансьор в света, включително тези на небостъргача Тайпе 101 в Тайван.
- Части и възли за автомобилостроенето.
- Заводска автоматика.
- Елеватори, Ескалатори
- Климатични системи.
- Юпиес (UPS) системи